# Heinrich Michel (Politiker)
Heinrich Michel (* 31. Juli 1842 in Neu-Bamberg; † 17. September 1909 in Bad Kreuznach) war ein deutscher Bürgermeister und Mitglied der Landstände des Großherzogtums Hessen.

## Leben
Heinrich Michel war ein Sohn des Müllers Heinrich Michel und dessen Ehefrau Katharina Stumpf.
Nach seiner Schulausbildung erlernte er den Beruf des Müllers, übernahm später den elterlichen Betrieb und betätigte sich politisch. Er trat der Deutschen Freisinnigen Partei bei und wurde in seinem Heimatort Bürgermeister. Vom 24. November 1887 bis 1893 hatte er ein Mandat für die Zweite Kammer des Landtags des Großherzogtums Hessen. 
1890 bewarb er sich als Kandidat der Nationalliberalen Partei erfolglos für einen Sitz im Deutschen Reichstag.